# Jeu de cartes à collectionner Pokémon
Pour l’article homonyme, voir Pokémon Trading Card Game (jeu vidéo).
Le jeu de cartes à collectionner Pokémon (JCC), souvent désigné sous son nom anglais Pokémon Trading card game (TCG) est un jeu de cartes à collectionner de la franchise Pokémon. Ce jeu a fait l'objet de différentes adaptations en jeux vidéo et en mangas et a été porté sous forme d'un jeu en ligne sous le titre de Pokémon Trading card game Online. Concernant les énergies spéciales, celles-ci ne peuvent pas être utilisées comme des énergies normales, notamment dans le cadre de cartes dresseurs ou objets.

## Historique
Face au succès des premiers jeux vidéo Pocket Monsters Vert et Pocket Monsters Rouge au Japon en 1996, un jeu de cartes à collectionner fut l'un des premiers produits dérivés envisagés par Nintendo, l'éditeur des jeux. Les cartes commencent à paraître en octobre 1996, huit mois après le lancement des jeux. Initialement publiées par Media Factory, les cartes japonaises sont directement éditées par The Pokémon Company depuis 2013.
Lors de la parution des jeux à l'international, notamment en Amérique du Nord et en Europe, le JCC Pokémon, de même que la série télévisée, parait avant même la date de sortie des jeux dans un but marketing. La traduction et l'édition des cartes est confiée à la société Wizards of the Coast, filiale du groupe Hasbro, qui édite déjà le plus célèbre des jeux de cartes à collectionner : Magic : L'Assemblée. Les extensions contiennent le plus souvent moins de cartes que leur version japonaise, mais quelques cartes inédites (une cinquantaine toutes extensions confondues) sont également ajoutées par Wizards of the Coast ; certaines cartes non éditées seront regroupées dans deux extensions spécifiques à) l'Amérique du Nord Set de base 2 (2000) et Legendary collection (2002). En 2003, The Pokémon Company reprend la main sur l'édition des cartes en dehors du Japon ; le litige juridique subséquent avec Wizards of the Coast se conclut par un accord en décembre 2003. En France, la distribution des cartes est désormais assurée par Asmodée.
En août 2019, un lot de cartes Pokémon de collectionneur (un deck complet de 1999) est vendu aux enchères pour le prix record de 107 000 $.

## Règles du jeu

### Matériel nécessaire
Pour jouer à Pokémon Trading Card Game, il faut :
- un deck de 60 cartes pour chaque joueur (ou 40 cartes pour les tournois dits « limités », comme lors des Prereleases).
- un dé, une pièce ou un jeton permettant de jouer à pile ou face. En tournois officiels, seul l'usage de pièces Pokémon ou de dés à 6 faces est autorisé.
- des marqueurs de dégâts.
- des marqueurs poison et brûlure.
- un marqueur « VSTAR ».
- un plateau de jeu (pour les débutants).

### Conditions de victoire
Un joueur gagne la partie quand :
- il met K.O. le Pokémon défenseur de son adversaire et que ce dernier n'a plus de Pokémon sur le banc.
- il ramasse ses cartes récompenses (dépend des combats).
- son adversaire ne peut pas piocher une carte lors de sa phase de pioche, au début de son tour.

## Cartes

### Pokémon
Les Cartes Pokémon sont généralement les cartes les plus nombreuses d'une extension donnée. Elles reprennent certains Pokémon présents dans le jeu vidéo, selon le thème de l'extension. Au fur et à mesure des années, de nouvelles cartes sont venues se rajouter dans le jeu de cartes pokémon comme les cartes Full art, Rainbow ou encore les cartes V et Vmax pour le Bloc Épée et Bouclier.
Ces cartes comprennent une illustration en demi-cadre ou en pleine-page du ou des Pokémon en question, ainsi qu'une série d'informations nécessaires pour jouer au JCC.

#### Types
Le JCC Pokémon utilise un système de types simplifié par rapport aux jeux vidéo : au lieu de 18 types, 10 seulement existent dans ce jeu.
| Couleur         | Type du JCC | Types                                                      |
| --------------- | ----------- | ---------------------------------------------------------- |
| Vert            | Plante      | Plante, Insecte                                            |
| Rouge           | Feu         | Feu                                                        |
| Bleu            | Eau         | Eau, Glace                                                 |
| Jaune           | Électric    | Électric                                                   |
| Violet          | Psy         | Psy, Spectre, Fée                                          |
| Marron / Orange | Combat      | Combat, Roche, Sol                                         |
| Noir            | Obscurité   | Ténèbres, Poison                                           |
| Argent          | Métal       | Acier                                                      |
| Rose            | Fée         | Fée (Soleil et Lune)                                       |
| Or              | Dragon      | Dragon                                                     |
| Blanc           | Incolore    | Normal, Vol, Dragon (avant l'extension Coffre des dragons) |

1. 1 2  À partir de l'extension Épée et Bouclier éditée en 2020, le type Fée a été retiré du JCC Pokémon. Les Pokémon auparavant de ce type sont désormais compris dans le type Psy. Pour équilibrer le jeu, les Pokémon de type Poison dans le jeu vidéo sont déplacés dans le type Ténèbres du JCC.
2. 1 2  Le type Dragon est apparu en 2012 avec l'extension Coffre des dragons ; auparavant, les Pokémon de type Dragon étaient de type Incolore.

### Dresseur
ObjetLa carte objet, à l'effigie d'un objet des jeux vidéo, permet au joueur d'améliorer son jeu (en piochant des cartes, par exemple) ou d'entraver celui de son adversaire (en lui faisant défausser des cartes, par exemple).
SupporterLes cartes supporter, à l'effigie d'un personnage des jeux vidéo, ont des effets plus puissants que les cartes objet mais une seule carte peut être jouée par tour.
OutilUn outil est un objet qui doit être attaché à un Pokémon, qu'il renforce ; un seul outil peut être attaché par Pokémon.
StadeUne fois posée, une carte stade produit un effet permanent qui affecte les deux joueurs ; poser une nouvelle carte stade entraîne la défausse de l'ancienne.
FossileAgit comme un Pokémon classique mais ne possède aucune attaque tant qu'il n'a pas évolué.

## Extensions

### Liste des extensions
| Génération | Série                                                       | Numéro d'extension | Extension                     | Date de sortie    | Date de sortie    | Date de sortie     |
| Génération | Série                                                       | Numéro d'extension | Extension                     | Japon             | Amérique du Nord  | France             |
| ---------- | ----------------------------------------------------------- | ------------------ | ----------------------------- | ----------------- | ----------------- | ------------------ |
| 1          | Wizards of the Coast 53 cartes Promo ★                      | 1                  | Set de base                   | 20 octobre 1996   | 9 janvier 1999    | 18 novembre 1999   |
| 1          | Wizards of the Coast 53 cartes Promo ★                      | 2                  | Jungle                        | 5 mars 1997       | 16 juin 1999      | 1er juillet 2000   |
| 1          | Wizards of the Coast 53 cartes Promo ★                      | 3                  | Fossile                       | 21 juin 1997      | 10 octobre 1999   | 1er novembre 2000  |
| 1          | Wizards of the Coast 53 cartes Promo ★                      | 4                  | Base set 2                    | Non édité         | 14 février 2000   | Non édité          |
| 1          | Wizards of the Coast 53 cartes Promo ★                      | 5                  | Team Rocket                   | 21 novembre 1997  | 24 avril 2000     | Mars 2001          |
| 1          | Wizards of the Coast 53 cartes Promo ★                      | 6                  | Gym Heroes                    | 24 octobre 1998   | 14 août 2000      | Non édité          |
| 1          | Wizards of the Coast 53 cartes Promo ★                      | 7                  | Gym Challenge                 | 25 juin 1999      | 14 novembre 2000  | Non édité          |
| 2          | Wizards of the Coast 53 cartes Promo ★                      | 8                  | Neo Genesis                   | 10 décembre 1999  | 16 décembre 2000  | 20 mai 2001        |
| 2          | Wizards of the Coast 53 cartes Promo ★                      | 9                  | Neo Discovery                 | 7 juillet 2000    | 1er juin 2001     | 15 octobre 2001    |
| 2          | Wizards of the Coast 53 cartes Promo ★                      | 10                 | Neo Revelation                | 23 novembre 2000  | 21 septembre 2001 | Janvier 2002       |
| 2          | Wizards of the Coast 53 cartes Promo ★                      | 11                 | Neo Destiny                   | 9 mars 2001       | 28 février 2002   | Juin 2002          |
| 2          | Wizards of the Coast 53 cartes Promo ★                      | 12                 | Legendary collection          | Non édité         | 24 mai 2002       | Non édité          |
| 2          | Wizards of the Coast 53 cartes Promo ★                      | 13                 | Expédition                    | 1er décembre 2001 | 15 septembre 2002 | 9 mars 2003        |
| 2          | Wizards of the Coast 53 cartes Promo ★                      | 14                 | Aquapolis                     | 8 mars 2002       | 15 janvier 2003   | Juillet 2003       |
| 2          | Wizards of the Coast 53 cartes Promo ★                      | 15                 | Skyridge                      | 24 août 2002      | 12 mai 2003       | Non édité          |
| 3          | EX 40 cartes Promo ★ 2 kits du dresseur                     | 16                 | Rubis & Saphir                | 31 janvier 2003   | 18 juin 2003      | 12 décembre 2003   |
| 3          | EX 40 cartes Promo ★ 2 kits du dresseur                     | 17                 | Tempête de sable              | 18 avril 2003     | 15 septembre 2003 | 12 mars 2004       |
| 3          | EX 40 cartes Promo ★ 2 kits du dresseur                     | 18                 | Dragon                        | 25 juin 2003      | 24 novembre 2003  | 28 août 2004       |
| 3          | EX 40 cartes Promo ★ 2 kits du dresseur                     | 19                 | Team Magma vs Team Aqua       | 24 octobre 2003   | 15 mars 2004      | 15 février 2005    |
| 3          | EX 40 cartes Promo ★ 2 kits du dresseur                     | 20                 | Légendes oubliées             | 16 janvier 2004   | 14 juin 2004      | 9 décembre 2005    |
| 3          | EX 40 cartes Promo ★ 2 kits du dresseur                     | 21                 | Rouge feu & Vert feuille      | 9 avril 2004      | 30 août 2004      | 10 novembre 2004   |
| 3          | EX 40 cartes Promo ★ 2 kits du dresseur                     | 22                 | Deoxys                        | 1er juillet 2004  | 14 février 2005   | 27 mai 2005        |
| 3          | EX 40 cartes Promo ★ 2 kits du dresseur                     | 23                 | Team Rocket Returns           | 15 octobre 2004   | 8 novembre 2004   | Non édité          |
| 3          | EX 40 cartes Promo ★ 2 kits du dresseur                     | 24                 | Émeraude                      | Non édité         | 9 mai 2005        | 26 août 2005       |
| 3          | EX 40 cartes Promo ★ 2 kits du dresseur                     | 25                 | Forces cachées                | 8 avril 2005      | 22 août 2005      | 24 mars 2006       |
| 3          | EX 40 cartes Promo ★ 2 kits du dresseur                     | 26                 | Créateurs de légendes         | 30 juin 2005      | 13 février 2006   | 1er septembre 2006 |
| 3          | EX 40 cartes Promo ★ 2 kits du dresseur                     | 27                 | Espèces Delta                 | 28 octobre 2005   | 31 octobre 2006   | 9 juin 2006        |
| 3          | EX 40 cartes Promo ★ 2 kits du dresseur                     | 28                 | Fantômes Holon                | 27 janvier 2006   | 3 mai 2006        | 19 novembre 2006   |
| 3          | EX 40 cartes Promo ★ 2 kits du dresseur                     | 29                 | Gardiens de cristal           | 11 mars 2006      | 30 août 2006      | 9 février 2007     |
| 3          | EX 40 cartes Promo ★ 2 kits du dresseur                     | 30                 | Île des dragons               | 29 juin 2006      | 8 novembre 2006   | 18 mai 2007        |
| 3          | EX 40 cartes Promo ★ 2 kits du dresseur                     | 31                 | Gardiens du pouvoir           | 5 juillet 2007    | 14 février 2007   | 24 août 2007       |
| 4          | Diamant & Perle 56 cartes Promo ★ Un kit du dresseur        | 32                 | Diamant & Perle               | 30 novembre 2006  | 23 mai 2007       | 9 novembre 2007    |
| 4          | Diamant & Perle 56 cartes Promo ★ Un kit du dresseur        | 33                 | Trésors mystérieux            | 2 mars 2007       | 22 août 2007      | 15 février 2008    |
| 4          | Diamant & Perle 56 cartes Promo ★ Un kit du dresseur        | 34                 | Merveilles secrètes           | 5 juillet 2007    | 8 novembre 2007   | 16 mai 2008        |
| 4          | Diamant & Perle 56 cartes Promo ★ Un kit du dresseur        | 35                 | Duels au sommet               | Non édité         | 13 février 2008   | 29 août 2008       |
| 4          | Diamant & Perle 56 cartes Promo ★ Un kit du dresseur        | 36                 | Aube majestueuse              | Non édité         | 21 mai 2008       | 7 novembre 2008    |
| 4          | Diamant & Perle 56 cartes Promo ★ Un kit du dresseur        | 37                 | Éveil des légendes            | 14 mars 2008      | 20 août 2008      | 10 février 2009    |
| 4          | Diamant & Perle 56 cartes Promo ★ Un kit du dresseur        | 38                 | Tempête                       | 10 juillet 2008   | 5 novembre 2008   | 15 mai 2009        |
| 4          | Platine Cartes Promo ★ incluses avec Diamant & Perle        | 39                 | Platine                       | 10 octobre 2008   | 11 février 2009   | 18 août 2009       |
| 4          | Platine Cartes Promo ★ incluses avec Diamant & Perle        | 40                 | Rivaux émergents              | 26 décembre 2008  | 20 mai 2009       | 6 novembre 2009    |
| 4          | Platine Cartes Promo ★ incluses avec Diamant & Perle        | 41                 | Vainqueurs suprêmes           | 6 mars 2009       | 19 août 2009      | 11 février 2010    |
| 4          | Platine Cartes Promo ★ incluses avec Diamant & Perle        | 42                 | Arceus                        | 8 juillet 2009    | 4 novembre 2009   | Non édité          |
| 4          | HeartGold & SoulSilver 25 cartes Promo ★ Un kit du dresseur | 43                 | HeartGold & SoulSilver        | 9 octobre 2009    | 10 février 2010   | 5 mai 2010         |
| 4          | HeartGold & SoulSilver 25 cartes Promo ★ Un kit du dresseur | 44                 | Déchaînement                  | Non édité         | 12 mai 2010       | 20 août 2010       |
| 4          | HeartGold & SoulSilver 25 cartes Promo ★ Un kit du dresseur | 45                 | Indomptable                   | 11 février 2010   | 18 août 2010      | 6 novembre 2010    |
| 4          | HeartGold & SoulSilver 25 cartes Promo ★ Un kit du dresseur | 46                 | Triomphe                      | 8 juillet 2010    | 2 novembre 2010   | 29 janvier 2011    |
| 4          | HeartGold & SoulSilver 25 cartes Promo ★ Un kit du dresseur | 47                 | L'appel des légendes          | Non édité         | 9 février 2011    | 26 mars 2011       |
| 5          | Noir & Blanc 101 cartes Promo ★ Un kit du dresseur          | 48                 | Noir & Blanc                  |                   | 25 avril 2011     | 25 mai 2011        |
| 5          | Noir & Blanc 101 cartes Promo ★ Un kit du dresseur          | 49                 | Pouvoirs émergents            |                   | 31 août 2011      | 28 septembre 2011  |
| 5          | Noir & Blanc 101 cartes Promo ★ Un kit du dresseur          | 50                 | Nobles victoires              |                   | 16 novembre 2011  | 14 janvier 2012    |
| 5          | Noir & Blanc 101 cartes Promo ★ Un kit du dresseur          | 51                 | Destinées futures             |                   | 8 février 2012    | 24 mars 2012       |
| 5          | Noir & Blanc 101 cartes Promo ★ Un kit du dresseur          | 52                 | Explorateurs obscurs          |                   | 9 mai 2012        | 25 août 2012       |
| 5          | Noir & Blanc 101 cartes Promo ★ Un kit du dresseur          | 53                 | Dragons exaltés               |                   | 15 août 2012      | 10 novembre 2012   |
| 5          | Noir & Blanc 101 cartes Promo ★ Un kit du dresseur          | 54                 | Frontières franchies          |                   | 7 novembre 2012   | 9 février 2013     |
| 5          | Noir & Blanc 101 cartes Promo ★ Un kit du dresseur          | 55                 | Tempête Plasma                |                   | 6 février 2013    | 8 mai 2013         |
| 5          | Noir & Blanc 101 cartes Promo ★ Un kit du dresseur          | 56                 | Glaciation Plasma             |                   | 8 mai 2013        | 21 août 2013       |
| 5          | Noir & Blanc 101 cartes Promo ★ Un kit du dresseur          | 57                 | Explosion Plasma              |                   | 14 août 2013      | 6 novembre 2013    |
| 5          | Noir & Blanc 101 cartes Promo ★ Un kit du dresseur          | 58                 | Legendary treasures           |                   | 6 novembre 2013   | Non édité          |
| 5          | Noir & Blanc 101 cartes Promo ★ Un kit du dresseur          | 59                 | Coffre des dragons            |                   | 5 octobre 2012    | 5 octobre 2012     |
| 6          | XY 211 cartes Promo ★ 3 kits du dresseur                    | 60                 | Bienvenue à Kalos             |                   | 8 novembre 2013   | 8 novembre 2013    |
| 6          | XY 211 cartes Promo ★ 3 kits du dresseur                    | 61                 | XY                            |                   | 5 février 2014    | 22 février 2014    |
| 6          | XY 211 cartes Promo ★ 3 kits du dresseur                    | 62                 | Étincelles                    |                   | 7 mai 2014        | 14 mai 2014        |
| 6          | XY 211 cartes Promo ★ 3 kits du dresseur                    | 63                 | Poings furieux                |                   | 13 août 2014      | 23 août 2014       |
| 6          | XY 211 cartes Promo ★ 3 kits du dresseur                    | 64                 | Vigueur spectrale             |                   | 5 novembre 2014   | 8 novembre 2014    |
| 6          | XY 211 cartes Promo ★ 3 kits du dresseur                    | 65                 | Primo-choc                    |                   | 4 février 2015    | 21 février 2015    |
| 6          | XY 211 cartes Promo ★ 3 kits du dresseur                    | 66                 | Double danger                 |                   | 25 mars 2015      | 22 août 2015       |
| 6          | XY 211 cartes Promo ★ 3 kits du dresseur                    | 67                 | Ciel rugissant                |                   | 6 mai 2015        | 23 mai 2015        |
| 6          | XY 211 cartes Promo ★ 3 kits du dresseur                    | 68                 | Origines antiques             |                   | 12 août 2015      | 22 août 2015       |
| 6          | XY 211 cartes Promo ★ 3 kits du dresseur                    | 69                 | Impulsion Turbo               |                   | 4 novembre 2015   | 7 novembre 2015    |
| 6          | XY 211 cartes Promo ★ 3 kits du dresseur                    | 70                 | Rupture Turbo                 |                   | 3 février 2016    | 6 février 2016     |
| 6          | XY 211 cartes Promo ★ 3 kits du dresseur                    | 71                 | Impact des destins            |                   | 2 mai 2016        | 7 mai 2016         |
| 6          | XY 211 cartes Promo ★ 3 kits du dresseur                    | 72                 | Générations                   |                   | 22 février 2016   | 19 mars 2016       |
| 6          | XY 211 cartes Promo ★ 3 kits du dresseur                    | 73                 | Offensive vapeur              |                   | 3 août 2016       | 20 août 2016       |
| 6          | XY 211 cartes Promo ★ 3 kits du dresseur                    | 74                 | Évolutions                    |                   | 2 novembre 2016   | 19 novembre 2016   |
| 7          | Soleil & Lune                                               | 75                 | Soleil & Lune                 | 9 décembre 2016   | 3 février 2017    | 11 février 2017    |
| 7          | Soleil & Lune                                               | 76                 | Gardiens ascendants           | 17 mars 2017      | 5 mai 2017        | 13 mai 2017        |
| 7          | Soleil & Lune                                               | 77                 | Ombres ardentes               | 16 juin 2017      | 4 août 2017       | 19 août 2017       |
| 7          | Soleil & Lune                                               | 78                 | Légendes brillantes           | 15 juillet 2017   | 6 octobre 2017    | 6 octobre 2017     |
| 7          | Soleil & Lune                                               | 79                 | Invasion carmin               | 15 septembre 2017 | 3 novembre 2017   | 4 novembre 2017    |
| 7          | Soleil & Lune                                               | 80                 | Ultra-prisme                  |                   | 2 février 2018    | 2 février 2018     |
| 7          | Soleil & Lune                                               | 81                 | Lumière interdite             |                   | 4 mai 2018        | 4 mai 2018         |
| 7          | Soleil & Lune                                               | 82                 | Tempête céleste               |                   | 3 août 2018       | 3 août 2018        |
| 7          | Soleil & Lune                                               | 83                 | Majesté des dragons           |                   | 7 septembre 2018  | 7 septembre 2018   |
| 7          | Soleil & Lune                                               | 84                 | Tonnerre perdu                |                   | 2 novembre 2018   | 2 novembre 2018    |
| 7          | Soleil & Lune                                               | 85                 | Duo de Choc                   |                   | 1er février 2019  | 1er février 2019   |
| 7          | Soleil & Lune                                               | 86                 | Détective Pikachu             |                   | 29 mars 2019      | 29 mars 2019       |
| 7          | Soleil & Lune                                               | 87                 | Alliance Infaillible          |                   | 3 mai 2019        | 3 mai 2019         |
| 7          | Soleil & Lune                                               | 88                 | Harmonie des Esprits          |                   | 2 août 2019       | 2 août 2019        |
| 7          | Soleil & Lune                                               | 89                 | Destinées Occultes            |                   | 23 août 2019      | 23 août 2019       |
| 7          | Soleil & Lune                                               | 90                 | Eclipse Cosmique              |                   | 1er novembre 2019 | 1er novembre 2019  |
| 8          | Epée et Bouclier                                            | EB01               | Epée et Bouclier              | 6 décembre 2019   | 7 février 2020    | 7 février 2020     |
| 8          | Epée et Bouclier                                            | EB02               | Clash des Rebelles            | 6 mars 2020       | 1er mai 2020      | 1er mai 2020       |
| 8          | Epée et Bouclier                                            | EB03               | Ténèbres Embrasées            | 5 juin 2020       | 14 août 2020      | 14 août 2020       |
| 8          | Epée et Bouclier                                            | EB03.5             | La Voie du Maître             | Non Édité         | 25 septembre 2020 | 25 septembre 2020  |
| 8          | Epée et Bouclier                                            | EB04               | Voltage Éclatant              | 18 septembre 2020 | 13 novembre 2020  | 13 novembre 2020   |
| 8          | Epée et Bouclier                                            | EB04.5             | Destinées Radieuses           | 20 novembre 2020  | 21 février 2021   | 21 février 2021    |
| 8          | Epée et Bouclier                                            | EB05               | Styles de Combat              | 22 janvier 2021   | 19 mars 2021      | 19 mars 2021       |
| 8          | Epée et Bouclier                                            | EB06               | Règne de Glace                |                   | 18 juin 2021      | 18 juin 2021       |
| 8          | Epée et Bouclier                                            | EB07               | Évolution Celeste             |                   | 27 août 2021      | 27 août 2021       |
| 8          | Epée et Bouclier                                            | EB08               | Poing de Fusion               |                   | 12 novembre 2021  | 12 novembre 2021   |
| 8          | Epée et Bouclier                                            | EB09               | Stars Étincelantes            |                   | 25 février 2022   | 25 février 2022    |
| 8          | Epée et Bouclier                                            | EB10               | Astres Radieux                |                   | 27 mai 2022       | 27 mai 2022        |
| 8          | Epée et Bouclier                                            | EB10.5             | Pokémon Go                    |                   | 01 juillet 2022   | 01 juillet 2022    |
| 8          | Epée et Bouclier                                            | EB11               | Origine Perdue                |                   | 9 octobre 2022    | 9 octobre 2022     |
| 8          | Epée et Bouclier                                            | EB12               | Tempête Argentée              |                   | 11 novembre 2022  | 11 novembre 2022   |
| 8          | Epée et Bouclier                                            | EB12.5             | Zénith Suprême                |                   | 20 janvier 2023   | 20 janvier 2023    |
| 9          | Ecarlate et Violet                                          | EV01               | Écarlate et Violet            |                   |                   | 31 mars 2023       |
| 9          | Ecarlate et Violet                                          | EV02               | Evolutions à Paldea           |                   |                   | 9 juin 2023        |
| 9          | Ecarlate et Violet                                          | EV03               | Flammes Obsidiennes           | 28 juillet 2023   | 11 août 2023      | 11 août 2023       |
| 9          | Ecarlate et Violet                                          | EV03.5             | Écarlate et Violet 151        |                   |                   | 22 septembre 2023  |
| 9          | Ecarlate et Violet                                          | EV04               | Faille Paradoxe               |                   |                   | 3 novembre 2023    |
| 9          | Ecarlate et Violet                                          | EV04.5             | Destinées de Paldea           |                   |                   | 26 janvier 2024    |
| 9          | Ecarlate et Violet                                          | EV05               | Forces Temporelles            |                   |                   | 22 mars 2024       |
| 9          | Ecarlate et Violet                                          | EV06               | Mascarade Crépusculaire       |                   |                   | 24 mai 2024        |
| 9          | Ecarlate et Violet                                          | EV06.5             | Fable Nébuleuse               |                   |                   | 2 août 2024        |
| 9          | Ecarlate et Violet                                          | EV07               | Couronne Stellaire            |                   |                   | 13 septembre 2024  |
| 9          | Ecarlate et Violet                                          | EV08               | Étincelles Déferlantes        |                   |                   | 8 novembre 2024    |
| 9          | Ecarlate et Violet                                          | EV08.5             | Évolutions Prismatiques       |                   |                   | 17 janvier 2025    |
| 9          | Ecarlate et Violet                                          | EV09               | Aventures Ensemble            |                   |                   | 28 mars 2025       |
| 9          | Ecarlate et Violet                                          | EV10               | Rivalités Destinées           |                   |                   | 30 mai 2025        |
| 9          | Ecarlate et Violet                                          | EV10.5             | Foudre Noire / Flamme Blanche |                   |                   | 18 juillet 2025    |
|            |                                                             | MEG                | Méga-Évolution                |                   |                   | 26 septembre 2025  |

### Extension hors série
| Extension    | Date de sortie | Date de sortie   | Date de sortie  |
| Extension    | Japon          | Amérique du Nord | France          |
| ------------ | -------------- | ---------------- | --------------- |
| Célébrations |                | 08 octobre 2021  | 08 octobre 2021 |

## Cartes promotionnelles
Les cartes promotionnelles, dites « Promo », se reconnaissent en général par une étoile noire en bas à droite de la carte ou par un symbole spécifique aux différentes séries. Dans l’histoire du jeu de cartes, il y a eu plusieurs séries de cartes Promo.
- Les Promo Black Star, les plus répandues (distribuées lors d'événements ou vendues dans des coffrets par exemple) :

1. Promo Black Star (Wizards Of The Coast, le premier éditeur du jeu, 53 cartes)
2. Promo Black Star (Nintendo, cartes appartenant au Bloc ex, 40 cartes)
3. Promo Black Star DP, 56 cartes
4. Promo Black Star HGSS, 25 cartes
5. Promo Black Star BW, 101 cartes
6. Promo Black Star XY, 210 cartes
7. Promo Black Star SM, 244 cartes
8. Promo Black Star SWSH, en cours
9. Promo Black Star SV, en cours

- Les Promo POP (Play Organized Pokemon), mini-séries spéciales distribuées lors d'évènements officiels entre 2004 et 2009. Au total, neuf séries de 17 cartes seront publiées.
- Des Coffrets, appelés Trainer Kit, vendus sous la forme de deux demi-decks de 30 cartes avec un tutoriel pour initier les nouveaux joueurs. 11 modèles différents ont été produits (liste ci-dessous). Remplacés en 2020 par le coffret Nécessaire du Dresseur (1 par an, composé de 4 boosters, deux cartes promotionnelles exclusives, d'un ensemble de cartes Dresseur très jouées dans les tournois et des accessoires comme des pochettes et dés de jeu).

1. Latios & Latias
2. Posipi & Negapi
3. Lucario & Manaphy
4. Léviator & Raichu
5. Minotaupe & Zoroark
6. Bruyverne & Nymphali
7. Latios & Latias
8. Pikachu Catcheur & Suicune
9. Raichu d'Alola & Lougaroc
10. Shifours version Poing Final et Mille Poings
11. Pikachu & Evoli

- 2021 : Nécessaire du Dresseur Dedenne GX
- 2022 : Nécessaire du Dresseur Nostenfer V
- 2023 : Nécessaire du Dresseur Luminéon V
- 2024 : Nécessaire du Dresseur Arceus V
- 2025 : Nécessaire du Dresseur Tapatoès ex

Il y a également bien d’autres séries de cartes promotionnelles, comme la série « Southern Islands », qui forme deux fresques avec les images des cartes. Au Japon seulement, il existe des mini-séries basées sur les Pokémon principaux des différents films Pokémon, ainsi qu’un coffret célébrant le dixième film Pokémon.
Toujours au Japon, la compagnie aérienne ANA a beaucoup fait parler d’elle en collant sur plusieurs de leurs avions des Pokémon. Les jeunes passagers de ces vols (internes au Japon et liaisons Japon et États-Unis) pouvaient se procurer un merchandising spécial, mais surtout des cartes promotionnelles très recherchées, la série Promo ANA. L’opération n’a pas été renouvelée par l’ANA lors de leur renouvellement en 2007. Une opération semblable a été lancée dans un train dans la région d’Hokkaido en 2009, mais il semble qu’il n’y ait pas eu de cartes spéciales distribuées.
Enfin, en France, la chaîne de restauration rapide américaine McDonald’s a relancé des cadeaux Pokémon dans leurs boites Happy Meal. Des cartes furent distribuées à plusieurs reprises. Il y a eu sept mini-séries de 12 cartes uniquement holos, pour les années 2011, 2012, 2013, 2014, 2015, 2016, 2017 (la 2012 est uniquement en anglais) puis deux séries de 40 cartes (classiques et holos) pour les années 2018 et 2019 appelées « Promo McDonald’s ». Depuis, une série de cartes sort par an dans ces menus HappyMeal.
D'autres pays font des collaborations ou des séries spéciales, comme en Thaïlande, Chine, Brésil, Royaume-Uni,... 
Jeu organisé Pokémon
Le Jeu organisé Pokémon désigne l'ensemble des infrastructures événementielles officielles relatives au jeu de cartes à collectionner Pokémon dans le monde.
Existant dans une trentaine de pays, cette organisation assure la promotion de la sportivité, de l’amusement et de la stratégie générés par ce jeu à travers un jeu amical et compétitif.
Depuis 2024, les Ligues distribuent aux participants de leurs évènements des boosters de 5 cartes, dits "Pack Récompense". Les cartes de ces boosters sont issues des dernières séries régulières avec un tampon du logo Play Pokémon. 

## Ligues et Championnats
Dans chaque pays ciblé par le Jeu organisé, plusieurs grandes villes accueillent des Ligues Pokémon. Ce sont des sessions de jeu et d’échange entre joueurs, sur deux grands axes : le jeu de cartes et le jeu vidéo. C’est l’idéal pour apprendre à jouer, à se perfectionner, à apprendre de nouvelles techniques et stratégies, ainsi que d’échanger avec les autres joueurs.
Ce sont aussi les Ligues qui organisent des championnats locaux ainsi que des « Prereleases ». Ces derniers sont des événements spéciaux organisés pour fêter la sortie d’une nouvelle extension du jeu de cartes, où l’on retrouve des tournois spéciaux (basés sur la construction de decks à partir des Booster (cartes) de la nouvelle série, autrement appelé Tournois Scellés), et l'obtention de l'une des 4 cartes spéciales exclusives à ces tournois.
Les Ligues se retrouvent généralement une fois par semaine ou une fois par quinzaine.
En France, ces Ligues sont au nombre de 25 : Ajaccio, Angers, Avignon, Baynes, Bordeaux, Cannes, Connerré, Grenoble, Lille, Longjumeau, Lyon, Marseille, Montebourg, Montpellier, Nancy, Nantes, Nice, Orléans, Paris, Parthenay, Pau, Reims, Rennes, Saint-Étienne et Toulouse.
Les Ligues et Tournois permettent donc aux participants de jouer régulièrement tout en préparant les tournois principaux. Ces derniers sont regroupés au sein d'un ensemble appelé la Série des Championnats (Championship Series), qui permettent surtout aux joueurs d’amasser des points en plus des Ligues locales. Voici la liste de ces tournois :
- Les League Challenges (1 par mois par Ligue)
- Les League Cups (1 par trimestre par Ligue éligible)
- Les Special Event, organisés un peu partout en Europe
- Les Regional Championships, organisés un peu partout en Europe

## Le Championnat du Monde
La Série de Championnats sert à donner l’occasion aux joueurs du monde entier de remporter des lots intéressants et de leur permettre de se qualifier au tournoi le plus important de la saison, le Pokémon Trading Card Game World Championship, organisé depuis 2002 en août en Amérique du Nord. Voici la liste de ces championnats du Monde :
- 2002 : Seattle, USA (Wizards of the Coast)
- 2004 : Kona, Hawaï, USA
- 2005 : San Diego, USA
- 2006 : Anaheim, USA
- 2007 : Kona, Hawaï, USA
- 2008 : Orlando, USA
- 2009 : San Diego, USA
- 2010 : Kona, Hawaï, USA
- 2011 : San Diego, USA
- 2012 : Kona, Hawaï, USA
- 2013 : Vancouver, Canada
- 2014 : Washington D.C., USA
- 2015 : Boston, USA
- 2016 : San Francisco, USA
- 2017 : Anaheim, USA
- 2018 : Nashville, USA
- 2019 : Washington D.C., USA
- 2020 : Londres, UK[4] (reporté deux fois, a eu finalement lieu en 2022)
- 2023 : Yokohama, JP
- 2024 : Honolulu, Hawaï, USA
- 2025 : Anaheim, Californie, USA
- 2026 : San Franscisco, Californie, USA

Les meilleurs se voient attribuer de grands prix, comme de l’argent, une coupe, des boosters et des coffrets, et l’indemnisation de leur voyage. Chaque participant se voit remettre à l’arrivée un pack de bienvenue, composé généralement de quelques boosters, cartes promotionnelles et divers cadeaux exclusifs.
Enfin, chaque année, The Pokémon Company International choisit d’éditer les decks des champions du monde de chaque catégorie dans des coffrets spéciaux vendus à travers le monde. Ils sont traduits en Français depuis 2022.

## Adaptations
Assez différent des jeux vidéo d'origine, le JCC Pokémon a lui-même été adapté en jeu vidéo:
- Pokémon Trading Card Game, sur Game Boy Color en 1998
- ポケモンカードGB2　GR団参上！ (Pokémon Card GB2: Here Comes Team Great Rocket!?), sur Game Boy Color en 2001, uniquement au Japon
- Pokémon Trading Card Game Online, (désormais le Pokémon Trading Card Game Live) sur différentes plateformes en 2011
- Jeu de cartes à collectionner Pokémon Pocket (Jeu vidéo) sur iOS et Android le 30 octobre 2024

Le JCC Pokémon a également fait l'objet d'adaptation en mangas, uniquement parues au Japon :
- ポケモンカード GB THE COMIX (Cartes Pokémon Card GB : The Comix?) de Kagemaru Himeno
- ポケモンカードになったワケ (Comment je suis devenu une carte Pokémon?) de Kagemaru Himeno (1999-2001)
- めざせ！！　カードマスター (Objectif : devenir maître ès cartes!!?) de Interu (2000)
- 激勝！ポケモンカードゲーム！！ (Victoire ! Jeu de cartes Pokémon !!?)
- ポケモンカードゲームXY やろうぜ～っ! (Jouons au jeu de cartes Pokémon XY !?) de Ryū Matsushima
- ポケモンカードゲームやろうぜ～っ！サン＆ムーン編 (Jouons au jeu de cartes Pokémon ! Arc Soleil et Lune?) de Ryū Matsushima (depuis 2017)

## Réception
Durant la pandémie de Covid-19, les échanges de cartes ont explosé de 574 % entre 2019 et 2020 sur le site de vente en ligne eBay. À la même période, la valeur des cartes a également augmenté, comme, une carte de Dracaufeu vendue à 418 000 euros.
En 2021, année des 25 ans de Pokémon, Logan Paul fait une vidéo Youtube sur les cartes Pokémon, ce qui relance la mode dans le monde entier. L'année suivante, il fait l'acquisition pour 5 275 000 dollars d'une carte « Pikachu Illustrator ». Cet achat devient le plus cher pour une carte Pokémon.